# 龍潭永福宮
24°50′40″N 121°14′54″E / 24.844527°N 121.248459°E
龍潭永福宮，是位於臺灣桃園市龍潭區三坑里的三官大帝廟，原先主祀三山國王。

## 沿革
清治時期，龍潭三坑子是關西、新埔等地物產集散中心。乾隆九年（1744年），客家人在此建立主祀三山國王的的永福宮。原位在今65號、66號民宅後方，咸豐九年（1895年）遷至今址，廟埕亦逐漸形成。三坑村民以此廟埕為中心，將狹小的村落入口設計為T字形，越入內部越開闊，形成易守難攻的三坑子老街。該地興盛之時，廟旁除有商店外還設有旅店。1897年，廟宇以風水為由遷往西北處今三坑子青錢第前方，並增奉開漳聖王。
1924年，青錢第的張氏家族藉公地放領買下廟地，廟宇又回到咸豐年間所在。隨著桃園大圳建造，大漢溪水位驟降，三坑子碼頭失去功能，連帶使得廟前街店沒落。1960年代，政府在附近設立國家中山科學研究院，並規劃二千公尺禁限建區，使得此廟多年未改建。

## 祭祀
龍潭永福宮建廟後，即是大平、三坑及佳安里的信仰中心。主祀改為三官大帝，為廟宇首次遷來今址期間。南桃園的三官大帝信仰，被認為與水圳系統有關，如三坑、大溪、八德的水圳地區都有信仰三官大帝。今日龍潭永福宮以三官大帝為主祀，漳州人的開漳聖王、客家人的三山國王為陪祀的現象，被認為反應當地的族群融合。
農曆正月十三是該廟最盛大的祭典日，八月初二日則有平安戲，九月二十四的荷葉先師祭則是二十世紀末新增的聯合祭祀。當地會以姓氏作八年輪值，如2010年輪到邱姓。

## 建築
今日規模便該為1924年改建，為西施脊的三川殿，龍柱上有「大正十三年歲次甲子」落款。正門兩側的石獅屬廣東獅的造型，雕刻屬於清末民初的風格。前殿柱子為二十四孝的原因，據說是經費不足，只夠作正殿一對龍柱。兩側設有廂房，曾為教授漢書的地方。
《村裡來了個暴走女外科》以此廟作為劇情中的池府王爺廟。